# 飯倉站
飯倉站（日语：／ Iigura eki */?）是位於千葉縣匝瑳市飯倉89號，東日本旅客鐵道（JR東日本）的總武本線車站。

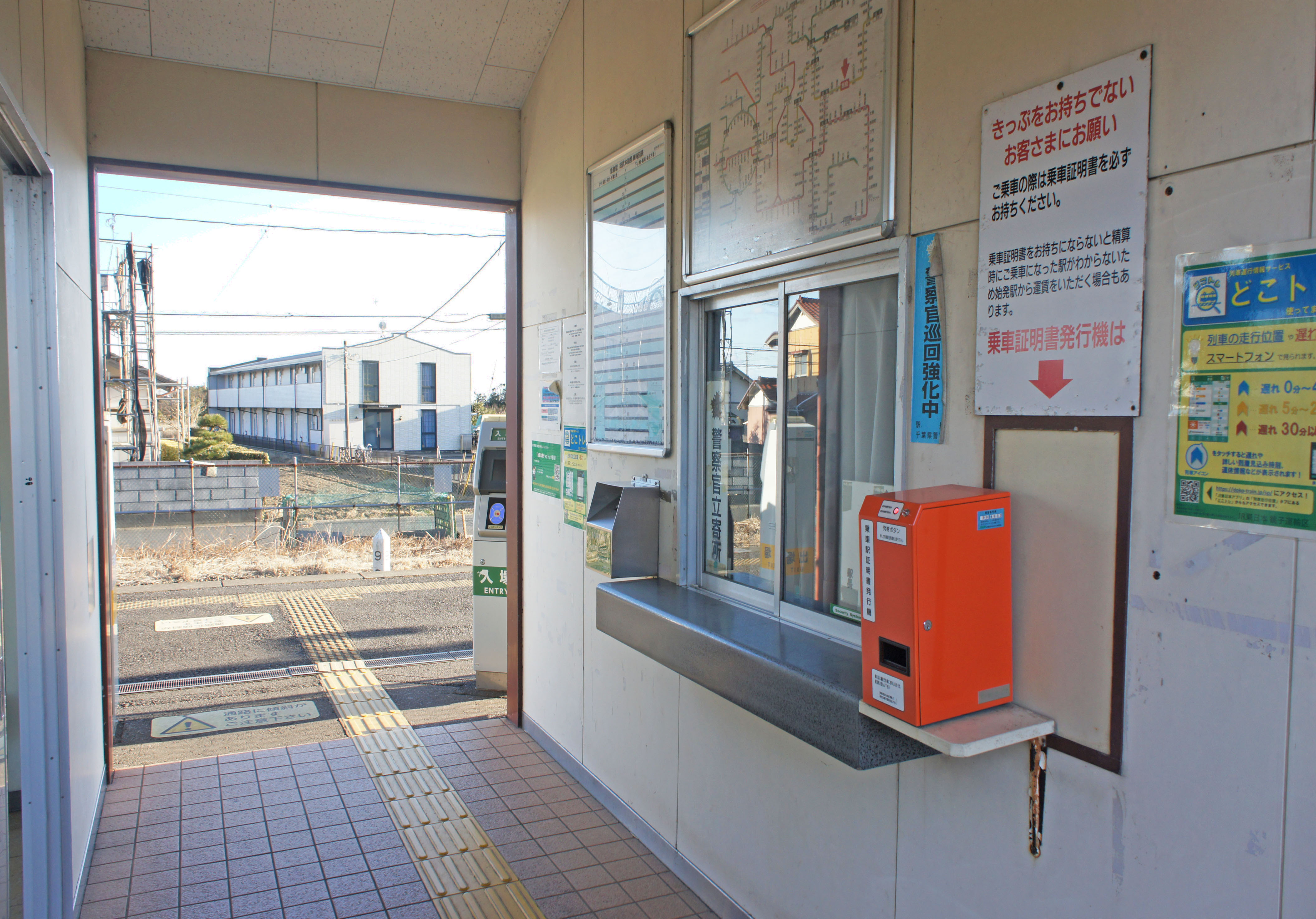
檢票口（2022年2月）

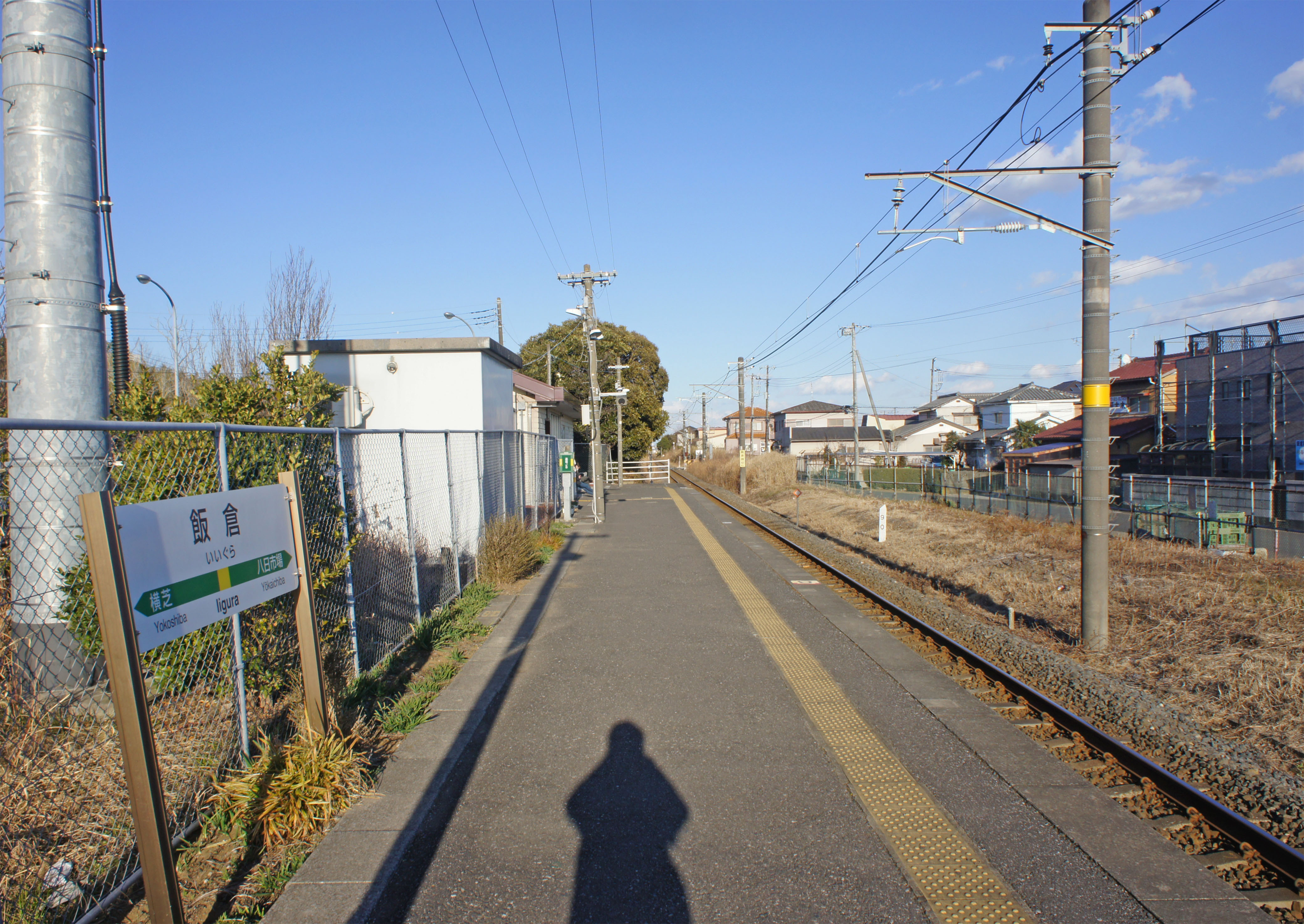
月台（2022年2月）

## 歷史
- 1963年（昭和38年）8月17日：八日市場站至橫芝站之間決定新設此站[3]。
- 1964年（昭和39年）10月1日：國鐵總武本線開設此站[4][1]。
- 1987年（昭和62年）4月1日：伴隨國鐵分割民營化，車站由東日本旅客鐵道（JR東日本）營運[1]。
- 2000年（平成12年）12月13日：第二代車站大樓開始使用。
- 2009年（平成21年）3月14日：此站開始使用IC卡「Suica」[5]。成為東京近郊區間範圍內[5]。

## 車站構造
此站是地面車站，設有1面1線的單式月台。月台沒有提高高度。月台可容納8卡車廂。
路軌向西南方和東北方行走，月台在路軌西北方。車站大樓位於月台靠近八日市場一方，現時的車站大樓已經是第二代，於2000年（平成12年）建設。車站大樓內設有匝瑳警署飯倉站前警官聯絡所和匝瑳市的飯倉站多用途會堂。在飯倉站多用途會堂內設有椅子，因此也可作為車站候車室。
此站成為由成東站管理的無人車站，設有小型櫃臺。通常日間時段會派遣車站職員前往此站收取車票和進行補票業務。在暑假等長假期會派遣車站職員進往此站當值。此站設有乘車站證明票發行機和簡易Suica閘機。

## 使用狀況
在2019年（令和元年）度1日平均乘車人次為449人，以下為乘車人次變化列表：
| 乘車人次變化       | 乘車人次變化     | 乘車人次變化 |
| 年度               | 1日平均 乘車人次 | 參考資料     |
| ------------------ | ---------------- | ------------ |
| 1990年（平成02年） | 302              | [ * 1 ]      |
| 1991年（平成03年） | 338              | [ * 2 ]      |
| 1992年（平成04年） | 380              | [ * 3 ]      |
| 1993年（平成05年） | 400              | [ * 4 ]      |
| 1994年（平成06年） | 472              | [ * 5 ]      |
| 1995年（平成07年） | 528              | [ * 6 ]      |
| 1996年（平成08年） | 577              | [ * 7 ]      |
| 1997年（平成09年） | 573              | [ * 8 ]      |
| 1998年（平成10年） | 535              | [ * 9 ]      |
| 1999年（平成11年） | 520              | [ * 10 ]     |
| 2000年（平成12年） | 480              | [ * 11 ]     |
| 2001年（平成13年） | 470              | [ * 12 ]     |
| 2002年（平成14年） | 469              | [ * 13 ]     |
| 2003年（平成15年） | 487              | [ * 14 ]     |
| 2004年（平成16年） | 482              | [ * 15 ]     |
| 2005年（平成17年） | 474              | [ * 16 ]     |
| 2006年（平成18年） | 449              | [ * 17 ]     |

## 車站周邊
站前設有迴旋路，在該處設有的士等候乘客。車站北邊設有與總武本線並行的國道126號（向東西方延伸）。車站東北方200米處設有飯倉路口，該處設有南北行走的千葉縣道49號八日市場榮線。在1984年（昭和59年）至1993年（平成5年）之間，車站附近進行了飯倉台、飯倉站前市開發（土地整理項目），建設了新城，工程項目總面積35.9公頃。
- 國道126號（日语：国道126号）
- 千葉縣道45號八日市場八街線（日语：千葉県道45号八日市場八街線）
- 千葉縣道49號八日市場榮線（日语：千葉県道49号八日市場栄線）
- 鈴蘭介護福祉學園
- 匝瑳市立豐榮小學
- 八日市場飯倉簡易郵局
- 九十九里之家醫院
- 農產品直銷處生活市場
- 大和運輸八日市場中心
- 鈴歌公園

## 巴士路線
| 乘車處 | 系統           | 主要途經                         | 目的地   | 巴士公司         | 備註                      |
| ------ | -------------- | -------------------------------- | -------- | ---------------- | ------------------------- |
| 飯倉站 | 豐榮、吉田循環 | 吉田榮、市民醫院、八日市場站     | 市政廳   | 匝瑳市內循環巴士 | 右回 只於平日和星期六服務 |
| 飯倉站 | 豐榮、吉田循環 | 砂原、市民醫院、八日市場站       | 市政廳   | 匝瑳市內循環巴士 | 左回 只於平日和星期六服務 |
| 飯倉站 | 榮、須賀西循環 | 栢田濱、野榮總合分所、八日市場站 | 市民醫院 | 匝瑳市內循環巴士 | 左回 只於平日和星期六服務 |
| 飯倉站 | 榮、須賀西循環 | 米倉、八日市場站、市政廳         | 市民醫院 | 匝瑳市內循環巴士 | 右回 只於平日和星期六服務 |

## 其他
東京女子流單曲「Stay with me」的唱片封面在此站月台拍攝。

## 相鄰車站
東日本旅客鐵道（JR東日本）
■總武本線
橫芝－飯倉－八日市場

## 注腳

### 使用狀況
1. ↑  千葉縣統計年鑑 （页面存档备份，存于）（日語） - 千葉縣
2. ↑  統計そうさ （页面存档备份，存于）（日語） - 匝瑳市

千葉縣統計年鑑
1. ↑  千葉縣統計年鑑（平成3年） （页面存档备份，存于）（日語）
2. ↑  千葉縣統計年鑑（平成4年） （页面存档备份，存于）（日語）
3. ↑  千葉縣統計年鑑（平成5年） （页面存档备份，存于）（日語）
4. ↑  千葉縣統計年鑑（平成6年） （页面存档备份，存于）（日語）
5. ↑  千葉縣統計年鑑（平成7年） （页面存档备份，存于）（日語）
6. ↑  千葉縣統計年鑑（平成8年） （页面存档备份，存于）（日語）
7. ↑  千葉縣統計年鑑（平成9年） （页面存档备份，存于）（日語）
8. ↑  千葉縣統計年鑑（平成10年） （页面存档备份，存于）（日語）
9. ↑  千葉縣統計年鑑（平成11年） （页面存档备份，存于）（日語）
10. ↑  千葉縣統計年鑑（平成12年） （页面存档备份，存于）（日語）
11. ↑  千葉縣統計年鑑（平成13年） （页面存档备份，存于）（日語）
12. ↑  千葉縣統計年鑑（平成14年） （页面存档备份，存于）（日語）
13. ↑  千葉縣統計年鑑（平成15年） （页面存档备份，存于）（日語）
14. ↑  千葉縣統計年鑑（平成16年） （页面存档备份，存于）（日語）
15. ↑  千葉縣統計年鑑（平成17年） （页面存档备份，存于）（日語）
16. ↑  千葉縣統計年鑑（平成18年） （页面存档备份，存于）（日語）
17. ↑  千葉縣統計年鑑（平成19年） （页面存档备份，存于）（日語）

## 外部連結
- 車站資訊（飯倉）：東日本旅客鐵道（日語）
- 國土地理院地圖參閲服務 （页面存档备份，存于） - 飯倉站周邊的1/25000地形圖 （页面存档备份，存于）（日語）